# Shenae Grimes
Shenae Sonya Grimes (Toronto, 24 ottobre 1989) è un'attrice canadese, nota per il ruolo di Annie Wilson nella serie televisiva 90210, spin-off del celebre serial Beverly Hills 90210.

## Biografia
Nata a Toronto, Ontario, nel 2004 recita un ruolo minore in Degrassi: The Next Generation per poi diventare una dei protagonisti della serie nel 2006, quando ottiene la parte di Darcy Edwards. Nel 2008 viene ingaggiata nel ruolo di Annie Wilson, protagonista della serie televisiva 90210. Per via dei suoi impegni in 90210, la Grimes ha dovuto ridurre le apparizioni del proprio personaggio in Degrassi, in cui comunque è stata confermata anche per l'ottava stagione. Sempre nel 2008 è nel cast di Se mi guardi mi sciolgo assieme a Lauren Collins e Ashley Tisdale, già colleghe in Degrassi, e di Che fatica fare la star!, in cui affianca JoJo.
Shenae compare sulla copertina dell'edizione di novembre 2008 della rivista statunitense Saturday Night Magazine, in cui viene soprannominata "la nuova Brenda", mentre nel 2009 la rivista People la definisce una delle "più belle star al mondo senza makeup". Appare nel video musicale del brano All You Did Was Save My Life dei Our Lady Peace e su YouTube nel video di Freddie Wong dal titolo Gun Size Matters del 22 settembre 2010.
Nel 2010 recita nel cortometraggio muto Unzipped e dirige il video musicale per la propria canzone My self and I, in cui appare anche Ryan Eggold, con cui la Grimes aveva recitato in 90210.
Nel 2011 interpreta un cameo nel film horror Scream 4.
Ha dichiarato di essere atea. Ha citato Natalie Portman e Johnny Depp come suoi attori preferiti; della Portman ha detto di apprezzare in particolare la versatilità dimostrata nel corso della carriera, e ha fatto riferimento all'attrice come alla propria "ispirazione".

## Vita privata
Nel maggio 2013 si è sposata con Josh Beech. Nel settembre 2018 è nata la loro prima figlia.

## Filmografia

### Cinema
- Se mi guardi mi sciolgo (Picture This!), regia di Stephen Herek (2008)
- The Cross Road, regia di Alexandra Thompson (2008)
- Dead Like Me - La vita dopo la morte (Dead Like Me: Life After Death), regia di Stephen Herek (2009)
- Scream 4, regia di Wes Craven (2011)
- Soulmates, regia di Blake Leibel (2012)
- Empire State, regia di Dito Montiel (2013)
- Sugar, regia di Rotimi Rainwater (2013)

### Televisione
- Degrassi: The Next Generation – serie TV, 60 episodi (2004-2008)
- Biography – documentario TV (2005)
- Kevin Hill – serie TV, episodio 1x21 (2005)
- Naturally, Sadie – serie TV, 15 episodi (2005-2007)
- 72 Hours: True Crime – serie TV, episodio 3x13 (2007)
- The Latest Buzz – serie TV, episodio 1x06 (2008)
- 90210 – serie TV, 114 episodi (2008-2013)
- Overruled! – serie TV, episodio 1x02 (2009)
- The Hills – reality show TV, episodio 6x08 (2010)
- Punk'd – programma TV, 1 episodio (2012)
- America's Next Top Model – reality show TV, 1 episodio (2012)
- Britain's Next Top Model – reality show TV, episodio 8x12 (2012)
- Christmas Inc. (Christmas Incorporated) - film TV, regia di Jonathan Wright (2015)
- Veleni e bugie (Sandra Brown's White Hot) - film TV, regia di Mark Jean (2016)
- Matrimoni pericolosi (Newlywed and Dead) - film TV, regia di Penelope Buitenhuis (2016)
- Una stella per il ballo (Date with Love) - film TV, regia di Ron Oliver (2016)
- I circuiti dell'amore (The Mechanics of Love) - film TV, regia di David Weaver (2017)

## Doppiatrici italiane
Nelle versioni in italiano delle opere in cui ha recitato, Shenae Grimes è stata doppiata da:
- Melissa Maccari in Degrassi: The Next Generation
- Mattea Serpelloni in Matrimoni pericolosi
- Eleonora Reti in Una stella per il ballo
- Valentina Favazza ne I circuiti dell'amore
- Domitilla D'Amico in Naturalmente Sadie!
- Letizia Ciampa in Veleni e bugie
- Francesca Manicone in Scream 4
- Monica Ward in Christmas Inc.
- Alessia Amendola in 90210
- Angela Brusa in iZombie